# Wimmelspiel
Das Wimmelspiel oder Wimmelbildspiel ist ein Spiel, das auf Wimmelbildern basiert. Dies kann als Computerspiel oder als traditionelles Brett- und Kartenspiel realisiert sein.

## Beschreibung
Der Spieler versucht, in einem meist detailliert gestalteten, unbewegten oder sehr wenig animierten Bild, verschiedene Gegenstände, Teile von Gegenständen oder geometrische Figuren zu finden. Die Schwierigkeit, Dinge zu finden, besteht zumindest anfänglich darin, dass der Spieler die Art der Darstellung sowie Form, Größe, Ausrichtung usw. nicht kennt. Viele Begriffe haben zudem mehrere Bedeutungen. Manchmal sind Dinge nicht direkt auffindbar, sondern in weiteren versteckt, so dass diese erst per Klick entfernt oder geöffnet werden müssen. In manchen Spielen müssen die Gegenstände möglichst innerhalb eines bestimmten Zeitlimits gefunden werden.
Es gibt Wimmelspiele, in denen es ausschließlich um das Entdecken von Dingen geht, und solche, in denen Bilder durch eine Handlung eingerahmt werden. Daneben gibt es Programme, die Wimmelbilder mit verschiedenen weiteren Rätseltypen kombinieren, häufig genannt HOPA (Akronym zu Hidden Object Puzzle Adventure).
Ein traditionelles Wimmelspiel ohne Computer ist MicroMacro: Crime City.

## Geschichte
Im 1991 erschienenen, in Japan entwickelten 1st-Person-Point-and-Click-Adventure Alice: An Interactive Museum muss der Spieler in einem virtuellen Museum 52 Spielkarten finden. Auf Grund der ähnlichen Mechanik gilt der Titel als erstes Wimmelbildspiel, auch wenn der Begriff damals noch nicht erfunden war. Als erstes Wimmelbildspiel im engeren Sinne gilt Mystery Case Files: Huntsville des US-Studios Big Fish Games, das 2005 die heute gängige Spielmechanik mit Standbildern und Objektlisten einführte.
Wimmelbildspiele haben sich bei Gelegenheitsspielen (engl. Casual Games) zu einem beliebten Trend entwickelt. Beispiele für Wimmelbildspielserien sind Dream Chronicles (PlayFirst), Mortimer Beckett (RealArcade/GameHouse), Hidden Expedition und Mystery Case Files (beide von Big Fish Games).